# Џо Манганијело
Џозеф Мајкл Манганијело (енгл. Joseph Michael Manganiello; Питсбург, 28. децембар 1976) амерички је глумац. Глумачку каријеру започео је улогом Флеша Томпсона у филму Спајдермен, а истакао се улогом Алчидеа Херва у серији Права крв.

## Биографија
Рођен је 28. децембра 1976. године у Питсбургу. Син је Сузан и Чарлса Џона Манганијела. Мајка му је Немица и Јерменка. Његова прабаба по мајци је преживела геноцид над Јерменима где су њен супруг и седморо деце убијени, а осмо дете се удавило током бекства. Отац му је рођен у близини Бостона, а син је Италијана.
На Бадње вече 2014. године запросио је Софију Вергару, с којом је излазио претходних шест месеци. Венчали су се 22. новембра 2015. у Палм Бичу.

## Филмографија

### Филм
| Улоге Џоа Манганијела |                                |               |                          |          |
| Година                | Српски назив                   | Изворни назив | Улога                    | Напомена |
| 2002.                 | Спајдермен                     |               | Флеш Томпсон             |          |
| 2007.                 | Спајдермен 3                   |               | Флеш Томпсон             | камео    |
| 2012.                 | Имате ли знање за друго стање? |               | Дејвис                   |          |
| 2012.                 | Чаробни Мајк                   |               | Ричи                     |          |
| 2015.                 | Чаробни Мајк                   |               | Ричи                     |          |
| 2017.                 | Штрумпфови: Скривено село      |               | Грубер (глас)            |          |
| 2017.                 | Лига правде                    |               | Слејд Вилсон / Детстроук |          |
| 2018.                 |                                |               | Берк                     |          |
| 2021.                 | Лига правде Зака Снајдера      |               | Слејд Вилсон / Детстроук |          |

### Телевизија
| Улоге Џоа Манганијела |                             |               |                   |              |
| Година                | Српски назив                | Изворни назив | Улога             | Напомена     |
| 2006.                 | Место злочина: Лас Вегас    |               | Том Харпер        | 1 епизода    |
| 2006—2012.            | Како сам упознао вашу мајку |               | Бред Морис        | 7 епизода    |
| 2007.                 | Стажисти                    |               | Чед Милер         | 1 епизода    |
| 2007.                 | Ургентни центар             |               | полицајац Личман  | 4 епизоде    |
| 2008—2010.            | Три Хил                     |               | Овен Морело       | 13 епизода   |
| 2009.                 | Истражитељи из Мајамија     |               | Тони Рамирез      | 1 епизода    |
| 2009.                 | Медијум                     |               | Анџело Филипели   | 1 епизода    |
| 2010—2014.            | Права крв                   |               | Алчиде Херво      | главна улога |
| 2011.                 | Два и по мушкарца           |               | Алекс             | 1 епизода    |
| 2012.                 | Криминалци у оделима        |               | Бен Рајан         | 1 епизода    |
| 2019.                 | Штребери                    |               | себе              | 1 епизода    |
| 2019.                 | Ратови звезда: Отпор        |               | Акс Тагрин (глас) | 2 епизоде    |
| 2022.                 | Водени свет малих гупија    |               | Колдснап (глас)   | 1 епизода    |
| 2022.                 | Љубав, смрт и роботи        |               | Колтхард          | 1 епизода    |